# 関西八景
関西八景（かんせいはっけい）は、朝鮮の昔の関西地方（朝鮮八道のうちの平安道）の景勝地のうち8ヶ所（八景）を選び、それらを総称したもの。
「関西八景」に数えられる景勝地は次の通り。
- 平壌の練光亭（평양의 련광정）
- 成川の降仙楼（성천의 강선루）
- 安州の百祥楼（안주의 백상루）
- 寧辺の薬山東台（녕변의 약산동대）
- 宣川の東林瀑布（선천의 동림폭포）
- 義州の統軍亭（의주의 통군정）
- 江界の仁風楼（강계의 인풍루）
- 満浦の洗剣亭（만포의 세검정）

## 参考
1. ↑  日本の関西は朝鮮では慶尚道（嶺南）に対応する
2. ↑  北朝鮮における観光事業に関する一考察